# St. Juliana (Malsch)

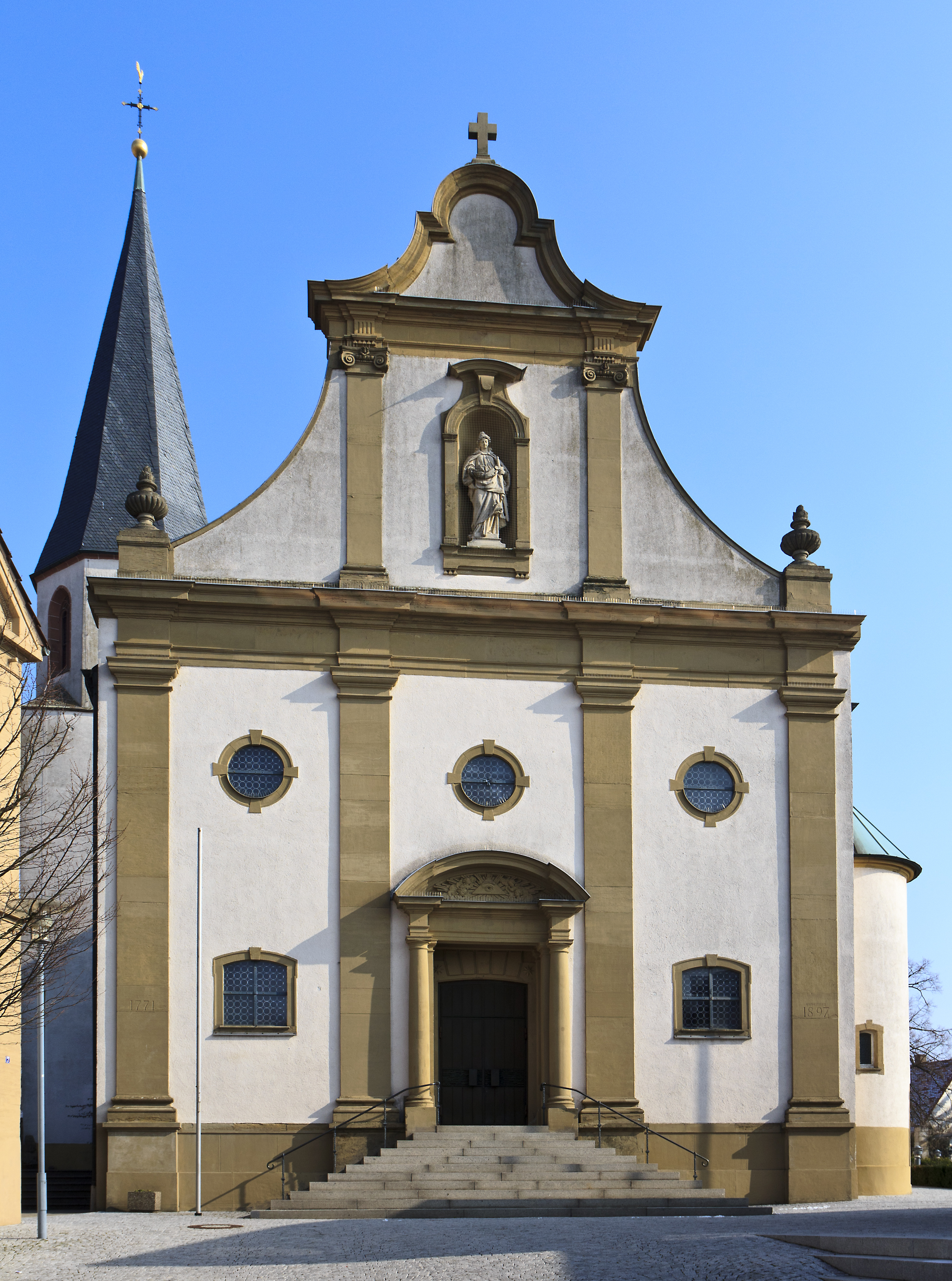
St.-Juliana-Kirche

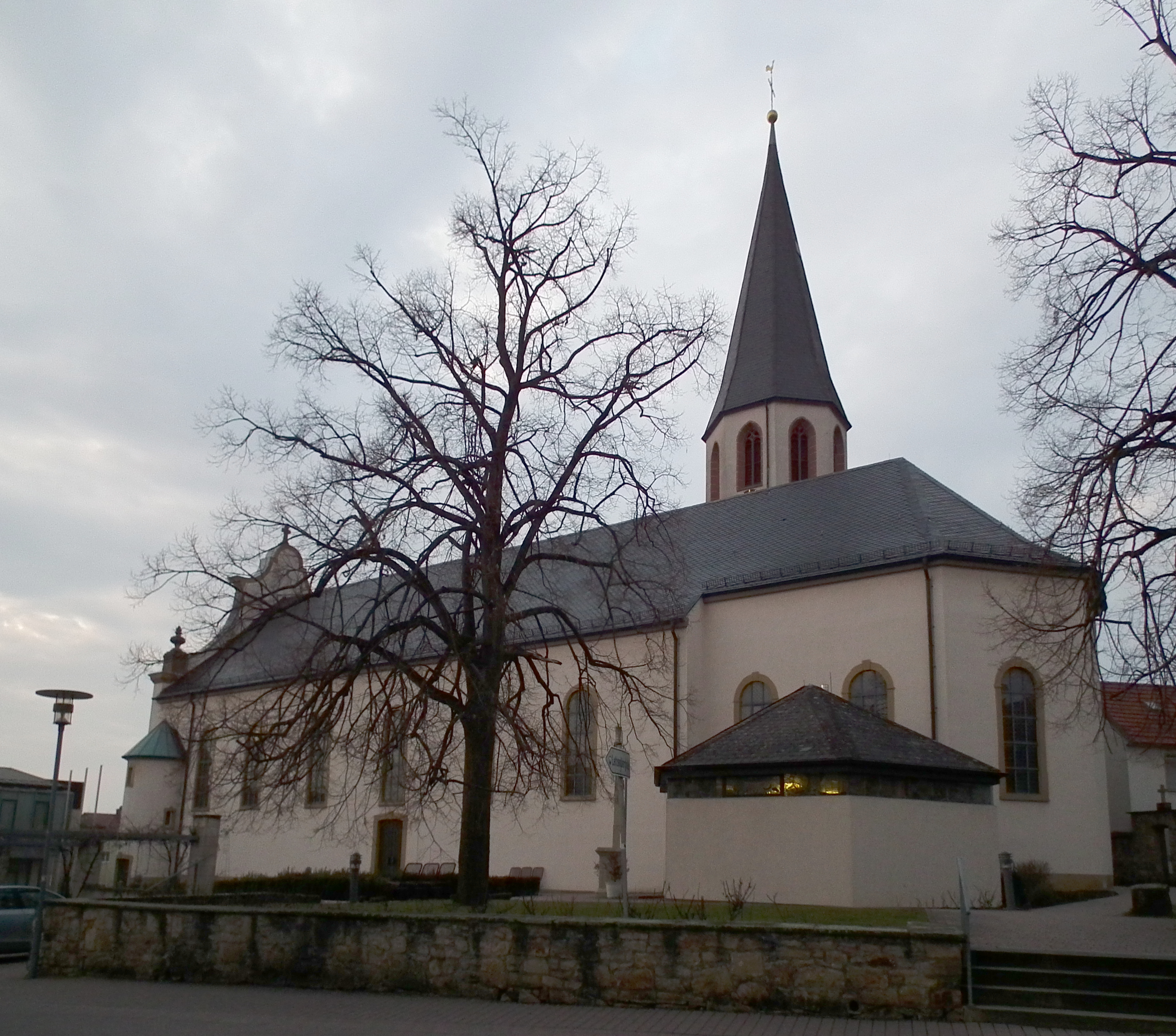
Ansicht von Südosten

Die St.-Juliana-Kirche ist eine katholische Kirche in Malsch im Rhein-Neckar-Kreis im Nordwesten Baden-Württembergs. Sie wurde 1771/72 erbaut.

## Geschichte
Malsch wurde 783 im Lorscher Codex erstmals urkundlich erwähnt.  976 schenkte Kaiser Otto II. die Abtei Mosbach, zu der auch Malsch gehörte, dem Wormser Bischof Anno. Wahrscheinlich bestand das Patronat der Hl. Juliana bereits zu Mosbacher Zeit, also vor dem Jahr 976. 1302 kam Malsch zum Hochstift Speyer. Kurz darauf wurde erstmals die Kirche schriftlich erwähnt, die Herren von Weinsberg überließen 1327 den Kirchensatz dem Speyerer Allerheiligenstift, das sich die Pfarrei inkorporieren ließ und einen Vikar bestellte. Aufgrund der Zugehörigkeit zu Speyer erlangte die Reformation in Malschenberg keinen Einzug. Zur Pfarrei gehörten als Filialen Rettigheim (siehe St. Nikolaus) und Malschenberg (bis 1896).
Im 18. Jahrhundert wurde die Kirche immer baufälliger. 1769 beauftragte Fürstbischof Franz Christoph von Hutten den Architekten Leonhard Stahl einen Neubau zu planen. Zwischen 1771 und 1772 wurde die neue Kirche erbaut. Wegen der gestiegenen Bevölkerung wurde die Ende des 19. Jahrhunderts zu klein. 1893 wurde die Kirche um zwei Achsen verlängert und der Innenraum reich bemalt. Bei der Innenrenovierung 1956 entfernte man die Wandornamente aber wieder.
1972 brach in der St.-Juliana-Kirche ein Feuer aus und die Kirche brannte bis auf die Außenmauern aus. Die barocke Ausstattung, darunter die Seitenaltäre, die Kanzel, die 1,50 Meter hohen Statuen der 14 Nothelfer und die Orgel fiel dem Brand zum Opfer. Mit einem Aufwand von 1,5 Millionen DM wurde die Kirche anschließend wieder aufgebaut. Von der aufgegebenen St. Martinskirche in Zeutern konnte das barocke Inventar übernommen werden. Der erste Gottesdienst in der wiederaufgebauten Kirche wurde am 7. April 1974 gefeiert. 1997 fand eine Renovierung statt.
Die Pfarrgemeinde gehört seit 2015 der Seelsorgeeinheit bzw. Kirchengemeinde Letzenberg an, zu der die katholischen Gemeinden der Orte Malsch, Malschenberg, Mühlhausen mit Tairnbach, Rauenberg, Rettigheim und Rotenberg gehören.

## Beschreibung

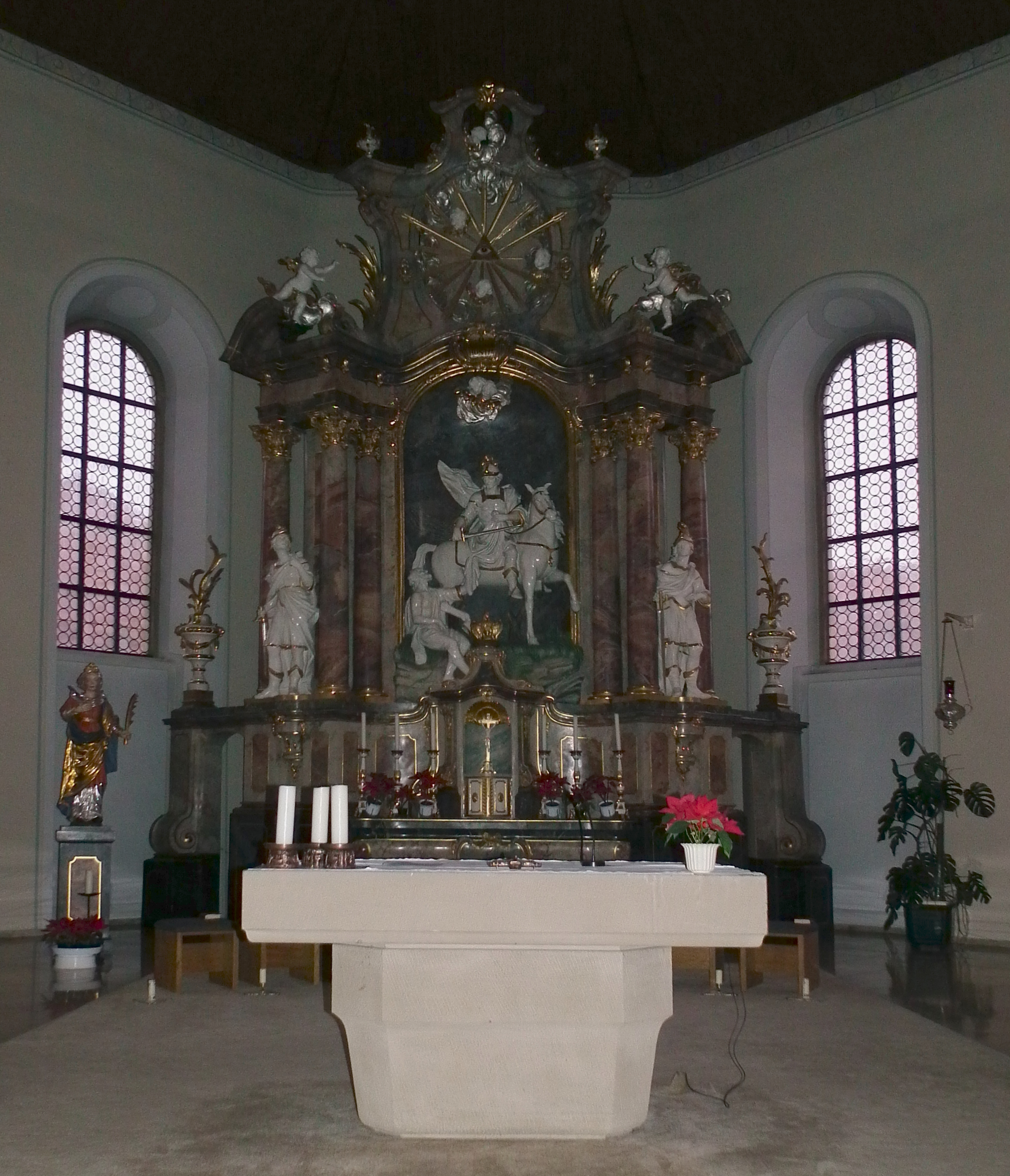
Hochaltar

Die St.-Juliana-Kirche steht im Zentrum von Malsch beim Rathaus. Der barocke Saalbau hat eine mit Pilastern gegliederte Front mit einem geschweiften Giebel. Über dem Portal befindet sich eine Figurennische mit der Patronin Juliana. Die ältesten Bauwerksteile der Kirche finden sich am an der linken Seite platzierten Turm. Der Unterbau stammt von um 1200, das achteckige Glockengeschoss mit den spitzbogigen Schallöffnungen wurde 1536 erbaut.
Nach dem Brand 1972 wurden der Hauptaltar, die Seitenaltäre, die Kanzel, die Emporenbrüstung und das Orgelgehäuse von der Zeuterner St. Martinskirche übernommen. Der Hochaltar entstammt der Werkstatt des Bildhauers Joachim Günther. Im Zentrum ist die Mantelteilung des St. Martin dargestellt. Links neben dem Altar ist eine Figur der Kirchenpatronin Juliana aufgestellt. Zwei weitere Figuren stellen Franz Xaver und Ignatius von Loyola dar. Die beiden Statuen standen schon vor dem Feuer in der alten St.-Juliana-Kirche am Josefsaltar. Sie sind die einzigen Original-Ausstattungsstücke, die von dem Brand verschont blieben, weil sie sich in einer Restaurierungswerkstatt befanden. Die Rochus-Statue entstammt der 1736 erbauten Weinbergkapelle am Letzenberg unweit von Malsch. Sie wurde in den 1970er Jahren in die Kirche gebracht. Die reichgeschnitzte Barockkanzel befand sich einst im Heidelberger Franziskanerkloster, von dort kam sie über Zeutern nach Malsch.

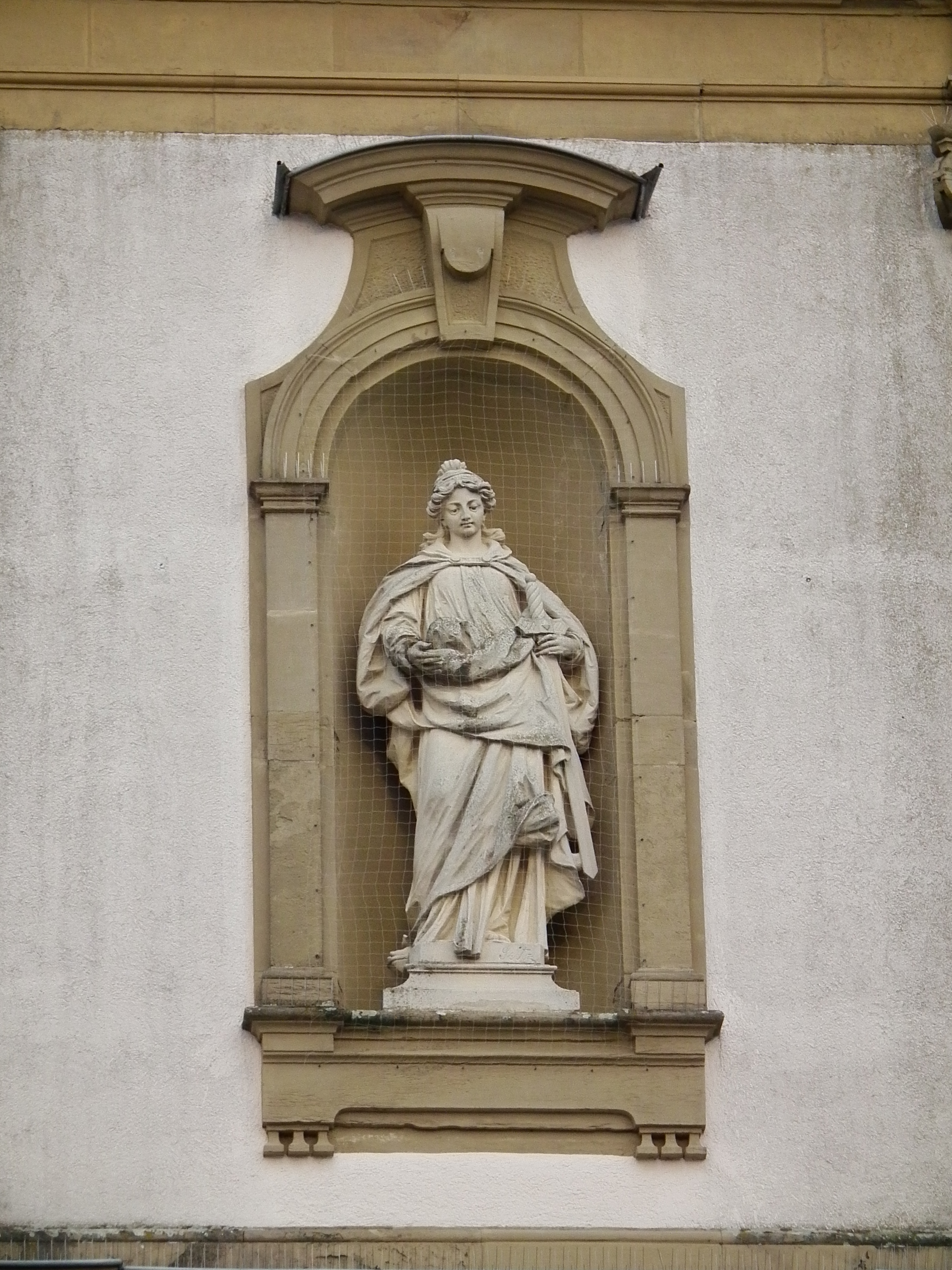
Juliana
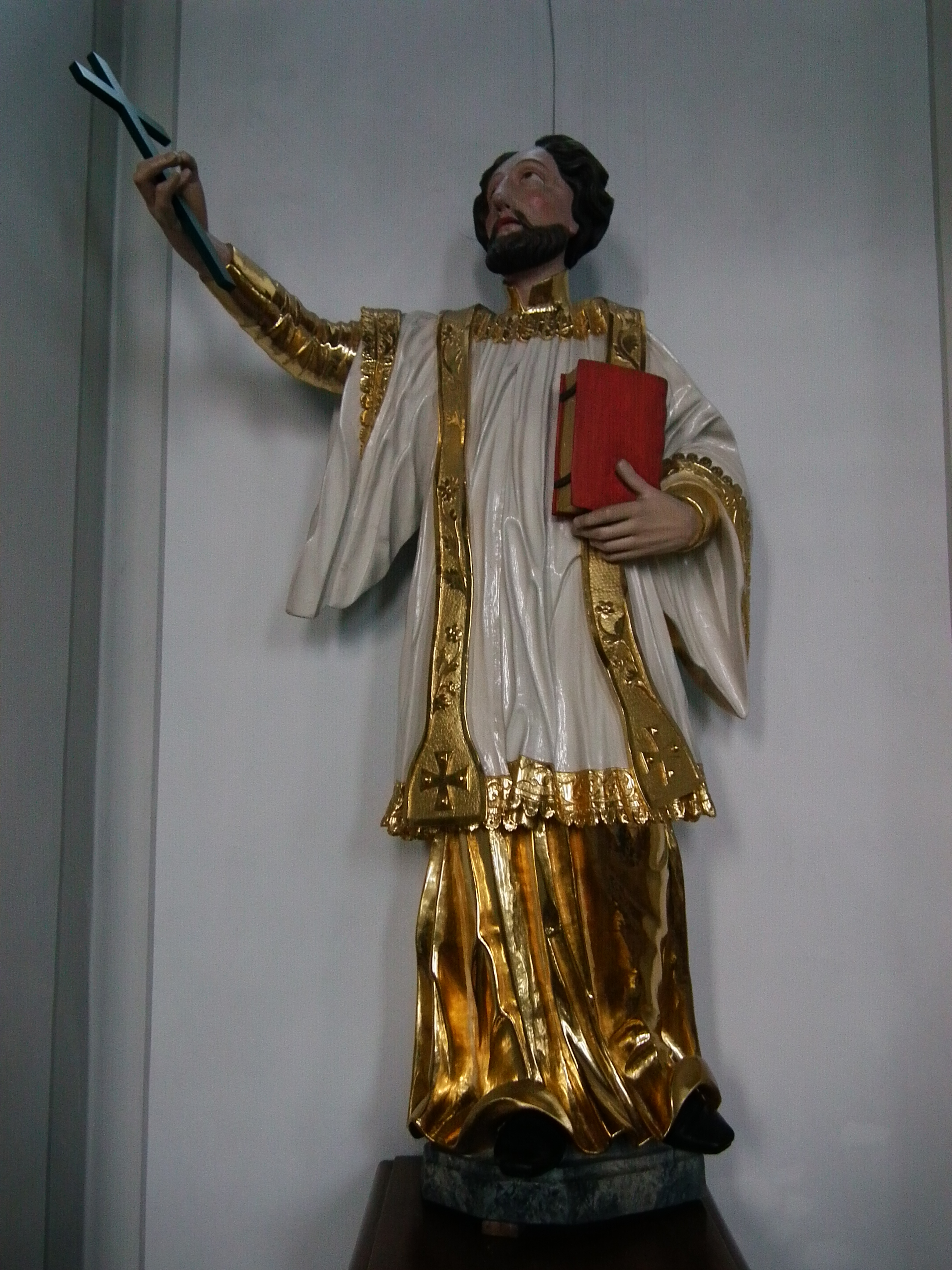
Franz Xaver
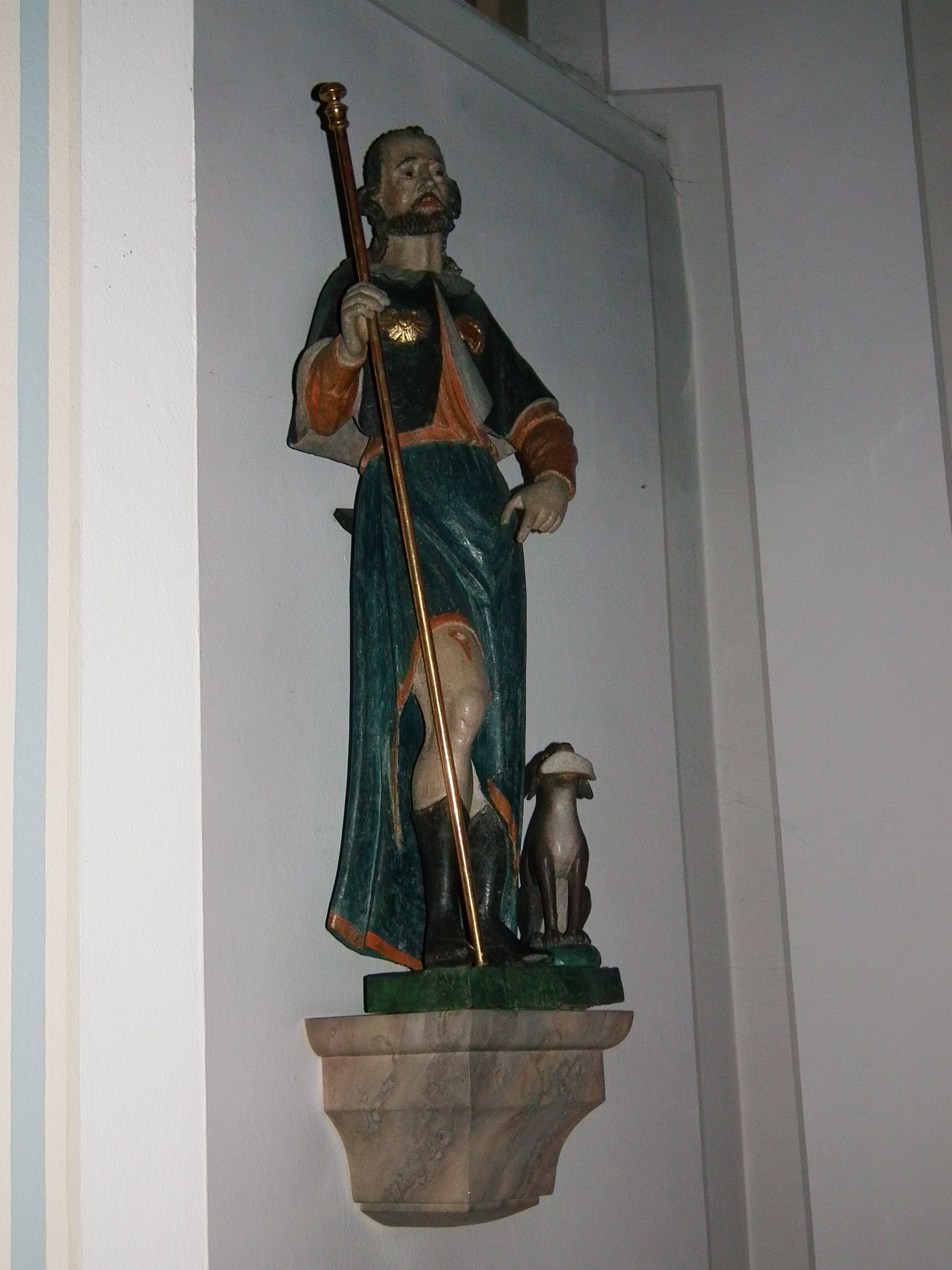
Rochus
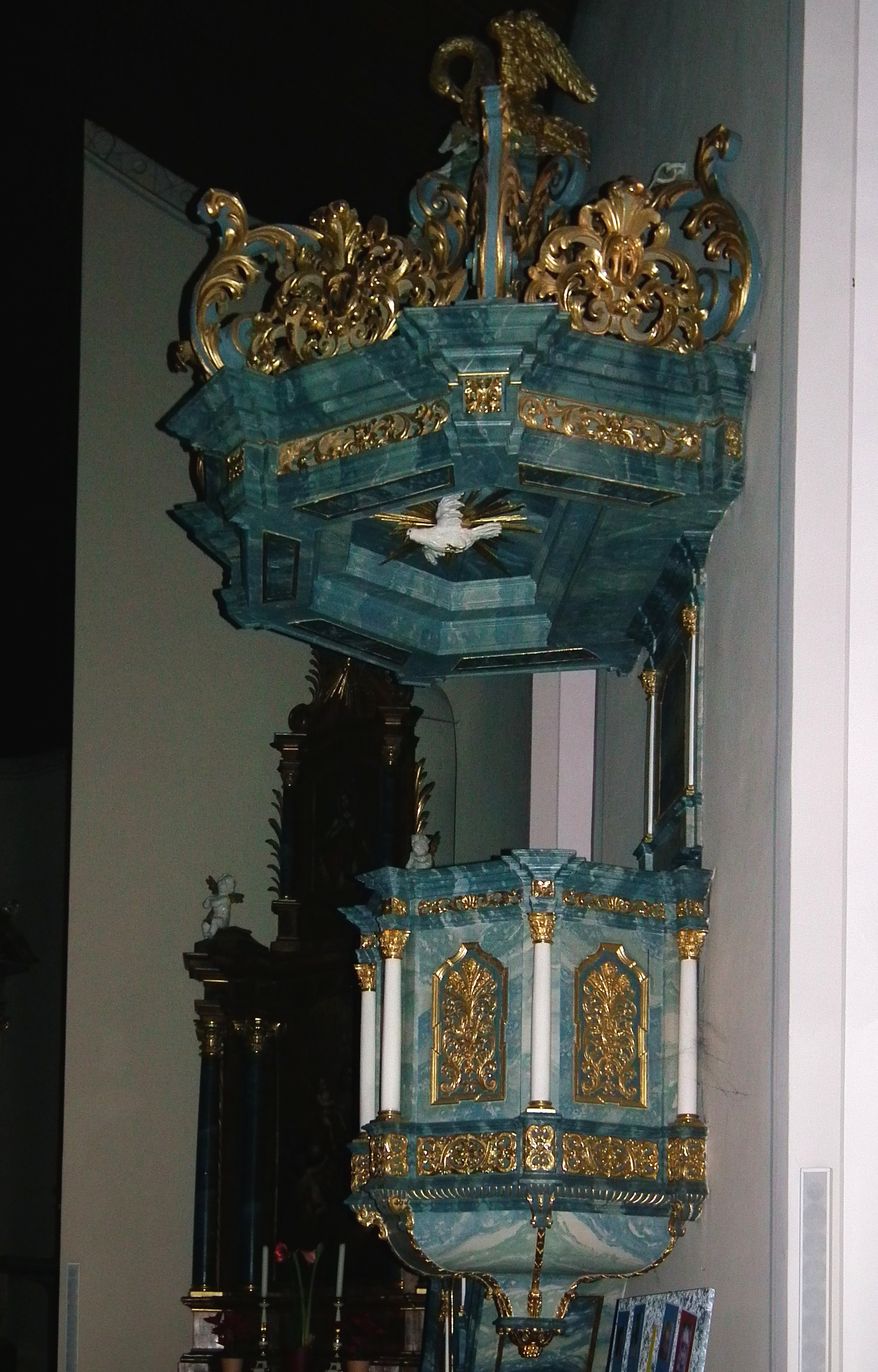
Kanzel

Das Orgelgehäuse wurde 1811 von Johann Jacob Weinmar gebaut. Die Orgel selbst erbaute 1974 Michael Weise. 1988 wurde sie von Karl Göckel umgebaut und neuintoniert. Das Instrument hat 22 Register auf zwei Manualen und Pedal. 
Vier Glocken aus Bronze goss Friedrich Wilhelm Schilling im Jahr 1962. Drei überstanden den Brand von 1972 unbeschadet, nur die große Marienglocke musste 1973 von der Heidelberger Glockengießerei umgegossen werden.
| Glocke | Gussjahr | Durchmesser | Gewicht | Schlagton |
| ------ | -------- | ----------- | ------- | --------- |
| 1      | 1973     | 1383 mm     | 1904 kg | d’±0      |
| 2      | 1962     | 1151 mm     | 1035 kg | f’+2      |
| 3      | 1962     | 1028 mm     | 0730 kg | g’+0      |
| 4      | 1962     | 0913 mm     | 0521 kg | b’+2      |

Alle Glocken sind in das Schlagwerk der Turmuhr einbezogen. Glocke 1 übernimmt den Stundenschlag, die anderen schlagen zu jeder Viertelstunde. An vier Seiten des im obersten Geschoss achteckigen Turmes zeigen Zifferblätter der Turmuhr die Uhrzeit auch optisch an.